# 所得-消費曲線
所得‐消費曲線（しょとくしょうひきょくせん、income consumption curve、income expansion path、Engel curve）とは経済学の消費者行動の理論における概念で、財の価格が一定という条件の下で所得のみが変化するとき、ある消費者が選択する最適な財の購入計画を表した曲線である。

## 概要
所得が与えられ、それぞれの財の価格がわかっているとき、効用最大化行動をとる消費者は自分にとって最も望ましい財の消費量を選ぶことができる。これを消費者の「需要」と言う。財の価格は変わらず消費者の所得のみが異なるケースを考えると、各所得水準の下での消費者の「需要」を求めることができ、この「需要」を曲線として表したものを所得-消費曲線と言う。

## エンゲル曲線とエンゲル係数
所得と特定の財の支出額に着目し、その関係を表した曲線を特にエンゲル曲線という。消費者行動の理論においては、ある価格の下で、所得を分母に特定の財への支出額を分子にとった分数をエンゲル係数（Engel coefficient）という。